# Capul Fligely
Capul Fligely este cel mai nordic punct al Europei. Este situat pe insula Rudolf, în Țara Franz Josef, Rusia. Capul a fost numit așa de către Julius von Payer în 1871 în onoarea cartografului austriac August von Fligely.